# Abd ar-Rahman Chulajfawi
Abd ar-Rahman Chulajfawi (ar.  عبد الرحمن خليفاوي; ur. 1927, zm. 2009) – syryjski wojskowy i polityk, dwukrotny premier Syrii w latach 1971-1972 oraz 1976-1978.

## Życiorys
Był sunnitą. Ukończył studia w Akademii Wojskowej w Hims, a następnie brał udział w szkoleniach wojskowych we Francji i w ZSRR. Był członkiem partii Baas.

### Działalność po zamachu stanu w Syrii w 1963
Po zamachu stanu, który 8 marca 1963 przeprowadził w Syrii Komitet Wojskowy partii Baas, nowy minister spraw wewnętrznych gen. Amin al-Hafiz mianował go gubernatorem Dary i komendantem stacjonujących w Darze oddziałów. Rok później przeniesiono go na analogiczne stanowisko w Hamie. W 1965 został skierowany do Arabskiego Komitetu Wojskowego przy Lidze Państw Arabskich, w którym był dyrektorem komitetu bezpieczeństwa. Do Syrii wrócił po wojnie sześciodniowej. Baasistowski rząd powołał go na przewodniczącego sądu wojskowego, sądzącego oficerów, których uznano za odpowiedzialnych za klęskę. Był także dyrektorem administracji sił zbrojnych.
W latach 1967–1970 Chulajfawi starał się mediować w coraz ostrzejszym konflikcie między stojącym na czele syryjskiej partii Baas Salahem Dżadidem i ministrem obrony Hafizem al-Asadem. Dżadid i prezydent kraju Nur ad-Din al-Atasi rozważali powierzenie mu teki premiera, do czego jednak nie doszło. Gdy w listopadzie 1970 Hafiz al-Asad przejął władzę w Syrii drogą zamachu stanu, powołał Chulajfawiego na stanowisko ministra spraw wewnętrznych, a w 1971 powierzył mu misję utworzenia rządu Syrii (sam objął urząd prezydencki). Premierem kraju pozostawał do końca 1972. W latach 1972–1976 kierował Biurem Ekonomicznym i Finansowym przy Przywództwie Regionalnym syryjskiej partii Baas.

### Drugi rząd Chulajfawiego
W 1976 po raz drugi został mianowany premierem Syrii. Była to odpowiedź Hafiza al-Asada na niezadowolenie społeczne wywołane wysoką korupcją i pogorszeniem stanu gospodarki spowodowanym wysokimi wydatkami na syryjską interwencję w wojnie libańskiej. Chulajfawi wprowadził w kraju pewne reformy, starał się walczyć z bezrobociem, podniósł wynagrodzenia w sektorze państwowym, starał się walczyć z praktykami samowolnych konfiskat majątku i samowolnych aresztowań dokonywanych przez niektórych oficerów, nieznacznie poszerzył zakres wolności słowa. Wprowadził do swojego gabinetu pierwszą w historii Syrii kobietę-ministra, Nadżah al-Attar. Chulajfawi cieszył się sympatią zarówno wśród syryjskich wojskowych, jak i w społeczeństwie.
W 1978 Hafiz al-Asad zdymisjonował Chulajfawiego i powołał na nowego premiera Syrii Muhammada Alego al-Halabiego. Chulajfawi pozostał przez kolejne dwa lata członkiem Przywództwa Regionalnego syryjskiej partii Baas, po czym wycofał się z polityki. Był przewodniczącym Syryjskiego Towarzystwa Walki z Rakiem, wziął też udział w ufundowaniu i wzniesieniu w Damaszku szpitala dla chorych na raka, otwartego w 2003.